# General Pánfilo Natera
General Pánfilo Natera è una municipalità dello stato di Zacatecas, nel Messico centrale, il cui capoluogo è la località omonima.
Conta 22.346 abitanti (2010) e ha una estensione di 463,97 km².
La località è dedicata al generale Pánfilo Natera, eroe della Rivoluzione messicana e governatore dello stato di Zacatecas.